# 双鴨山市
双鴨山市（そうおうざん-し）は中華人民共和国黒竜江省に位置する地級市。中国での主要な石炭産出地である。市区人口は43万人。

## 地理
双鴨山市は黒竜江省東北部に位置し、ロシアと国境を接している。

## 歴史
双鴨山は市内北部に鴨の姿に似ている二つの峰が存在することより命名された。
1914年に石炭が発見されるまでは人跡まばらな荒野であったが、炭鉱の発見と1926年に開始された大規模採掘により急速に発展した。

## 行政区画
4市轄区・4県を管轄する。
- 市轄区：
  - 尖山区・嶺東区・四方台区・宝山区
- 県：
  - 集賢県・宝清県・友誼県・饒河県

| 双鴨山市の地図                                                      |
| ------------------------------------------------------------------- |
| 1 嶺東区 2 宝山区 集賢県 友誼県 宝清県 饒河県 1. 尖山区 2. 四方台区 |

### 年表
この節の出典
- 1966年2月8日 - 合江専区双鴨山市が地級市の双鴨山市に昇格。(1市)
- 1980年4月15日 - 尖山区・嶺東区・嶺西区・四方台区・宝山区が発足。(5区)
- 1987年11月6日 (4区1県)
  - ジャムス市集賢県を編入。
  - 嶺東区・嶺西区が合併し、嶺東区が発足。
- 1991年2月2日 - ジャムス市宝清県・友誼県を編入。(4区3県)
- 1993年7月5日 - ジャムス市饒河県を編入。(4区4県)
- 2011年7月14日 - 集賢県の一部が四方台区に編入。(4区4県)

## 民族
2000年における民族別人口は下記の通り
| 民族     | 人口      | 比率   |
| -------- | --------- | ------ |
| 漢       | 1,392,863 | 96.17% |
| 満州     | 37,940    | 2.62%  |
| 朝鮮     | 6,440     | 0.45%  |
| 回       | 5,071     | 0.35%  |
| モンゴル | 3,072     | 0.21%  |
| ミャオ   | 650       | 0.05%  |
| ホジェン | 596       | 0.04%  |
| チワン   | 347       | 0.02%  |
| シベ     | 220       | 0.02%  |
| トン     | 197       | 0.01%  |
| トゥチャ | 194       | 0.01%  |
| イ       | 185       | 0.01%  |
| プイ     | 179       | 0.01%  |
| その他   | 395       | 0.03%  |

## 経済
炭鉱を中心に、鉄なども産出する鉱業都市である。

## 教育

### 大学
- 黒竜江能源職業学院（中国語版）

## 交通
ジャムス市との間に牡佳旅客専用線、佳富線が運行されている。

### 鉄道
- 中国国家鉄路集団
  - 中国鉄路ハルビン局集団公司
    - 牡佳旅客専用線（中国語版）
    - 佳富線
    - 福前線
    - 友宝線

### 道路
- 高速道路
  - 哈同高速道路
  - 建鶏高速道路
- 国道
  -  G221国道（中国語版）

## 健康・医療・衛生
- 双鴨山市人民医院、双鴨山市中医院、嶺東区南山社区衛生服務中心、双鴨山市嶺東区嶺西医院東山門診、双鴨山市四方台区医院
- 双鴨山市宝山区人民医院、集賢県人民医院、宝清県人民医院、黒龍江省八五三農場医院、友誼県中医院、饒河県人民医院

## 国境検問所
- 饒河口岸

## 名所・旧跡・観光スポット
トラ保護区と日中戦争に関する戦跡が存在する。

## 姉妹都市
- 山形県 長井市
- マガダン オーブラスチ（ロシアの州） 極東連邦管区、ロシア